# A Division 1978-1979 (Irlanda)
La stagione 1978-1979 è stata la cinquantottesima edizione della League of Ireland, massimo livello del calcio irlandese.

## Avvenimenti

### Il campionato
L'inizio del torneo mise in evidenza le principali pretendenti alla vittoria finale: il quartetto composto da Dundalk, Waterford, Drogheda United e Bohemians, occupò le primissime posizioni della classifica iniziando una bagarre che, inizialmente, vedrà favoriti i campioni in carica e i Drogs. Grazie ad una vittoria contro il Finn Harps, il 22 ottobre i Bohs prenderanno il comando solitario approfittando di un pareggio dei rivali a Cork per poi essere raggiunti dagli stessi dopo due settimane. Contemporaneamente il Dundalk, frenato da una serie di pareggi, aveva ripreso la propria marcia proponendosi al comando il 12 novembre assieme ai Bohemians, per poi occupare il secondo posto in seguito a un pareggio riportato la settimana successiva a Galway e prendere la vetta solitaria alla fine del mese, grazie alle contemporanee sconfitte delle rivali. A quel punto si poté assistere al ritorno in forze dei Bohs che, approfittando di una serie di risultati negativi ottenuti dai Lilywhites in dicembre poté riprendere il comando della graduatoria alla vigilia del giro di boa.
L'inizio del girone di ritorno vide il Bohemians saldamente in vetta alla classifica mentre, nelle posizioni immediatamente successive, si poté assistere al prepotente ritorno in forze del Dundalk che, il 4 febbraio, piazzò il sorpasso in vetta alla classifica. La vittoria nello scontro diretto interno del 4 febbraio lanciò i Lilywhites verso il titolo: vincendo quattro delle sei gare rimanenti, la squadra piazzò l'allungo definitivo che le permise di festeggiare il quinto titolo il 7 aprile, data in cui si disputò la penultima giornata. L'ultimo turno risultò quindi decisivo per stabilire quale delle altre pretendenti al titolo avrebbe ottenuto la qualificazione in Coppa UEFA: il verdetto premiò il Bohemians che otterrà il visto per l'Europa assieme al Waterford, già predestinato all'accesso in Coppa delle Coppe grazie alla qualificazione nella finale di coppa nazionale contro il Dundalk.

## Squadre partecipanti

### Profili
| Club partecipanti | Club partecipanti | Città      | Stadio            | Stagione 1977-1978       |
| ----------------- | ----------------- | ---------- | ----------------- | ------------------------ |
| Athlone Town      | dettagli          | Athlone    | St Mel's Park     | 8° in League of Ireland  |
| Bohemians         | dettagli          | Dublino    | Dalymount Park    | Campione d'Irlanda       |
| Cork Alberts      | dettagli          | Cork       | Flower Lodge      | 9° in League of Ireland  |
| Cork Celtic       | dettagli          | Cork       | Turners Cross     | 14° in League of Ireland |
| Drogheda Utd      | dettagli          | Drogheda   | Lourdes Stadium   | 3° in League of Ireland  |
| Dundalk           | dettagli          | Dundalk    | Oriel Park        | 11° in League of Ireland |
| Finn Harps        | dettagli          | Ballybofey | Finn Park         | 2° in League of Ireland  |
| Galway Rovers     | dettagli          | Galway     | Terryland Park    | 15° in League of Ireland |
| Home Farm         | dettagli          | Dublino    | Tolka Park        | 13° in League of Ireland |
| Limerick          | dettagli          | Limerick   | Jackman Park      | 7° in League of Ireland  |
| Shamrock Rovers   | dettagli          | Dublino    | Glenmalure Park   | 4° in League of Ireland  |
| Shelbourne        | dettagli          | Dublino    | Tolka Park        | 12° in League of Ireland |
| Sligo Rovers      | dettagli          | Sligo      | The Showgrounds   | 6° in League of Ireland  |
| St Patrick's      | dettagli          | Dublino    | Richmond Park     | 10° in League of Ireland |
| Thurles Town      | dettagli          | Thurles    | Greyhound Stadium | 16° in League of Ireland |
| Waterford         | dettagli          | Waterford  | Kilcohan Park     | 5° in League of Ireland  |

## Classifica finale
|  | Pos. | Squadra         | Pt | G  | V  | N | P  | GF | GS | DR  |
|  | ---- | --------------- | -- | -- | -- | - | -- | -- | -- | --- |
|  | 1.   | Dundalk         | 45 | 30 | 19 | 7 | 4  | 57 | 25 | +32 |
|  | 2.   | Bohemians       | 43 | 30 | 18 | 7 | 5  | 53 | 21 | +32 |
|  | 3.   | Drogheda Utd    | 42 | 30 | 17 | 6 | 7  | 60 | 40 | +20 |
|  | 4.   | Waterford       | 42 | 30 | 17 | 8 | 5  | 48 | 32 | +16 |
|  | 5.   | Shamrock Rovers | 37 | 30 | 17 | 3 | 10 | 45 | 25 | +20 |
|  | 6.   | Limerick        | 36 | 30 | 13 | 9 | 8  | 39 | 25 | +14 |
|  | 7.   | Athlone Town    | 35 | 30 | 14 | 7 | 9  | 56 | 41 | +15 |
|  | 8.   | Finn Harps      | 34 | 30 | 15 | 6 | 9  | 56 | 41 | +15 |
|  | 9.   | Home Farm       | 33 | 30 | 13 | 7 | 10 | 47 | 33 | +14 |
|  | 10.  | Sligo Rovers    | 25 | 30 | 9  | 7 | 14 | 35 | 40 | -5  |
|  | 11.  | Cork Alberts    | 23 | 30 | 7  | 9 | 14 | 35 | 49 | -14 |
|  | 12.  | Thurles Town    | 23 | 30 | 8  | 5 | 17 | 35 | 62 | -27 |
|  | 13.  | Shelbourne      | 21 | 30 | 6  | 9 | 15 | 41 | 58 | -17 |
|  | 14.  | St Patrick's    | 20 | 30 | 7  | 6 | 17 | 36 | 62 | -26 |
|  | 15.  | Galway Rovers   | 13 | 30 | 4  | 5 | 21 | 41 | 79 | -38 |
|  | 16.  | Cork Celtic     | 8  | 30 | 3  | 5 | 22 | 16 | 67 | -51 |

Legenda:

         Campione d'Irlanda e qualificata in Coppa dei Campioni 1979-1980
         Vincitrice della FAI Cup e qualificata in Coppa delle Coppe 1979-1980
         Qualificate in Coppa UEFA 1979-1980
         Ritirata
Note:
Due punti a vittoria, uno a pareggio, zero a sconfitta.

## Statistiche

### Primati stagionali
| Record - Maggior numero di vittorie: Dundalk (19) - Minor numero di sconfitte: Dundalk (4) - Miglior attacco: Drogheda Utd (60) - Miglior difesa: Bohemians (21) - Miglior differenza reti: Dundalk e Bohemians (+28) - Maggior numero di pareggi: Limerick, Cork Alberts, Shelbourne (9) - Minor numero di vittorie: Cork Celtic (3) - Maggior numero di sconfitte: Cork Celtic (22) - Peggiore attacco: Cork Celtic (16) - Peggior difesa: Galways Rovers (79) - Peggior differenza reti: Cork Celtic (-51) | Capoliste solitarie - dalla 7ª alla 8ª giornata: Bohemians - 11ª giornata: Bohemians - 12ª giornata: Dundalk - dalla 13ª alla 21ª giornata: Bohemians - dalla 22ª alla 30ª giornata: Dundalk |

### Classifica dei marcatori
Nel corso del campionato sono state segnate complessivamente 700 reti, per una media di 2,92 marcature per incontro.

| Gol |  |  | Giocatore      | Squadra                          |
| --- |  |  | -------------- | -------------------------------- |
| 17  |  |  | John Delamere  | Shelbourne (15) Sligo Rovers (2) |
| 16  |  |  | Hilary Carlyle | Dundalk                          |